# Måvens og Peder i mediernes søgelys
Måvens og Peder i mediernes søgelys er et radiodrama af den danske dramatiker og forfatter Line Knutzon. Det blev sendt på Danmarks Radio i 1998. Det er det tredje radiodrama om de to antihelte Måvens og Peder. Radiodramaet er instrueret af Emmet Feigenberg med teknik af Erik Holmen. Det indbragte Knutzon, Feigenberg og Holmen specialprisen ved Prix Europa i 1999.

## Handling
Måvens (Mikael Birkkjær) bliver ringet op af "Røde" (Tom Jensen), der gik i parallelklasse med Måvens i folkeskolen. "Røde" er blevet journalist og vil høre, om Måvens' slikbutik er autentisk. Måvens forstår ikke spørgsmålet, men næsten umiddelbart efter lægger "Røde" røret på.
Måvens er ked af, at der aldrig har været en kunde i hans slikbutik, og beslutter sig for at begå selvmord. Da ringer telefonen igen. Det er Peder (Søren Sætter-Lassen), der gerne vil tale med Måvens. Måvens svarer, at Måvens er død, men da det går op for ham, at det er Peder i telefonen, beder han ham komme hen i slikbutikken. Ganske usædvanligt går Peder kun modstræbende med til at mødes.
I slikbutikken viser Peder Måvens et blad med en artikel om Måvens skrevet af "Røde". I artiklen fremstår Måvens som en succesfuld og farverig personlighed. Måvens fortæller om "Røde"s opkald tidligere på dagen og prøver at overbevise Peder om, at artiklen er et fupnummer, men Peder har svært ved at tro ham. I det samme dukker der tre kvinder og en mand op i slikbutikken. De er alle sammen blevet store fans af Måvens efter at have læst artiklen om ham, men da Måvens ikke kan få dem til at købe noget, smider han dem ud. Han og Peder går derefter hen på den lokale beverding.
På beverdingen fortæller Peder, at han siden folkeskolen har haft store personlige problemer. Han beskylder Måvens for at have forårsaget dem, fordi Måvens i folkeskolen angiveligt gjorde ham til noget, han slet ikke var, bl.a. ved at få ham valgt til formand for elevrådet, redaktør af skolebladet mv. Måvens kan ikke genkende noget af dette og svarer, at det var Peders egen fortjeneste, at han havde så mange topposter i folkeskolen. Peder finder det uretfærdigt, at det tilsyneladende er gået Måvens så godt, mens han selv har haft det svært. Konfrontationen ender med, at Peder rejser sig og går sin vej. Måvens er sønderknust og bryder grædende sammen. En kvindelig psykolog ved navn Anita (Hella Joof) hører det og prøver at muntre ham op, men Måvens ænser hende knap nok. Han rejser sig og skynder sig efter Peder, men uden for beverdingen bliver han standset af en kvinde ved navn Vivian (Lotte Arnsbjerg). Hun er redaktør på et nyt talkshow-program, som hun tilbyder ham at være med i. Da Måvens finder ud af, at Peder er en af aftenens gæster, indvilliger han, hvorpå de kører hen til tv-studiet, hvor talkshowet skal finde sted.
I mellemtiden er Peder også ankommet til tv-studiet, men han og Måvens møder ikke hinanden, før Peder skal på skærmen. I sminkerummet falder Måvens i søvn og genoplever sin sidste dag i folkeskolen. Det viser sig, at Peder efter folkeskolen rejste til Canada i ti år med sine forældre. Måvens bliver vækket, da han skal på skærmen som aftenens sidste gæst.
Talkshowets vært viser sig at være psykologen Anita. Under talkshowet afsløres det, at hun har manipuleret Peder til at konfrontere Måvens. Det lykkes Måvens at overbevise Peder og seerne om, at han ikke selv har ønsket at blive berømt, og få afsløret Anita som en følelseskold og kynisk person. Det udvikler sig til et større verbalt slagsmål, hvorunder Peder afslører, at han har været forelsket i Anita. Efter talkshowet skynder Måvens og Peder sig væk, og Anita bliver fyret.
På vej tilbage til slikbutikken lægger Måvens og Peder mærke til, at Måvens' berømmelse allerede er forsvundet (til trods for at der kun er gået nogle timer siden "Røde"s telefonopkald). Radiospillet ender med, at de to genforenede venner sidder i de vante omgivelser i Måvens' slikbutik og lægger planer for fremtiden.